# Спаське (Криворізький район)
Спаське (до 1 квітня 2016 — Свердло́вське) — колишнє село у Криворізькому районі Дніпропетровської області Україні, підпорядковувалося Широківській селищній раді Широківської селищної громади.
Населення за переписом 2001 року — 4 мешканці.

## Історія
За радянських часів і до 2016 року село носило назву Свердловське.

## Населення

### Мова
Розподіл населення за рідною мовою за даними перепису 2001 року:
| Мова      | Кількість | Відсоток |
| --------- | --------- | -------- |
| російська | 4         | 100%     |

## Географія
Село Спаське знаходилося на відстані 1,5 км від села Дачне. Навколо села — кілька іригаційних каналів.

## Інтернет-посилання
- Погода в селі Спаське [Архівовано 5 березня 2016 у Wayback Machine.]